# Сункар (Жамбылский район)
Сункар (каз. Сұңқар, до 1991 г. — Покровка ) — село в Жамбылском районе Алматинской области Казахстана. Входит в состав Дегересского сельского округа. Код КАТО — 194245500.

## Население
В 1999 году население села составляло 441 человек (241 мужчина и 200 женщин). По данным переписи 2009 года, в селе проживали 432 человека (239 мужчин и 193 женщины).